# Voiture à moteur de moto

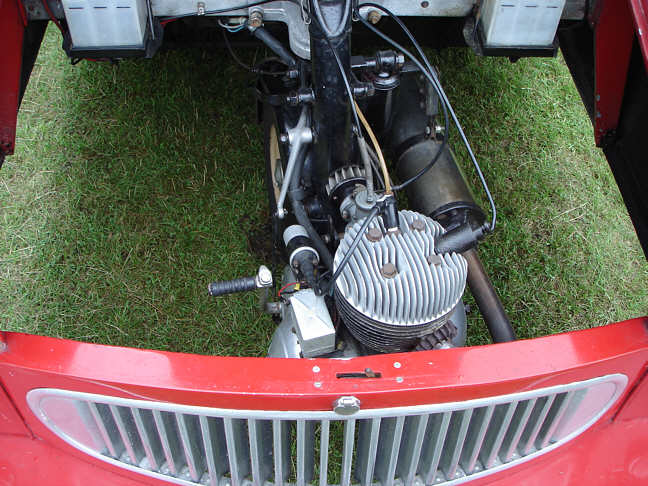
Le moteur de la Bond Minicar de 1959, montrant le moteur de moto non modifié, avec son kick à gauche, et les deux batteries de 12 V nécessaires au démarreur montées de chaque côté de la cloison.

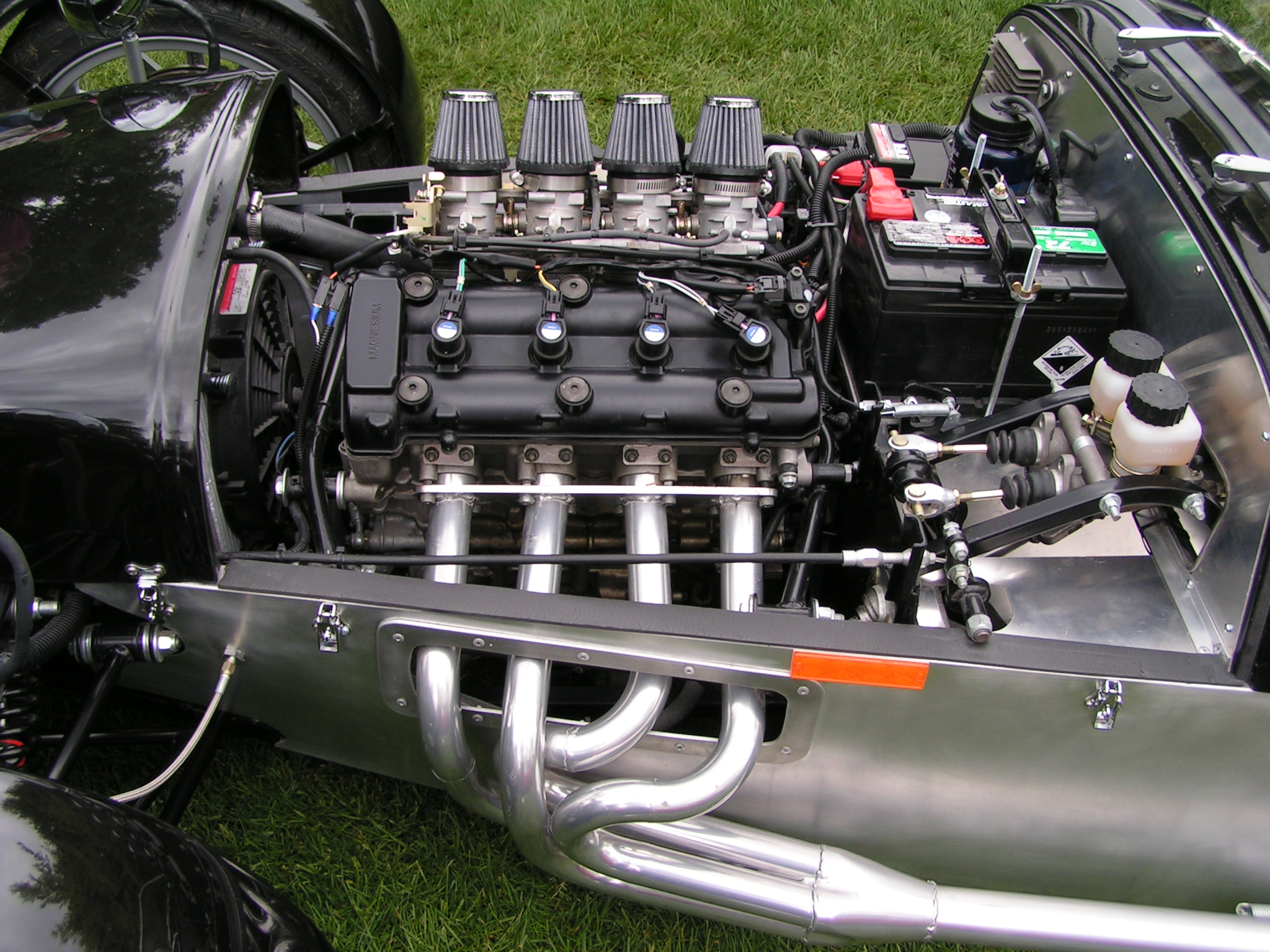
Une Deman SR7 avec moteur installé.

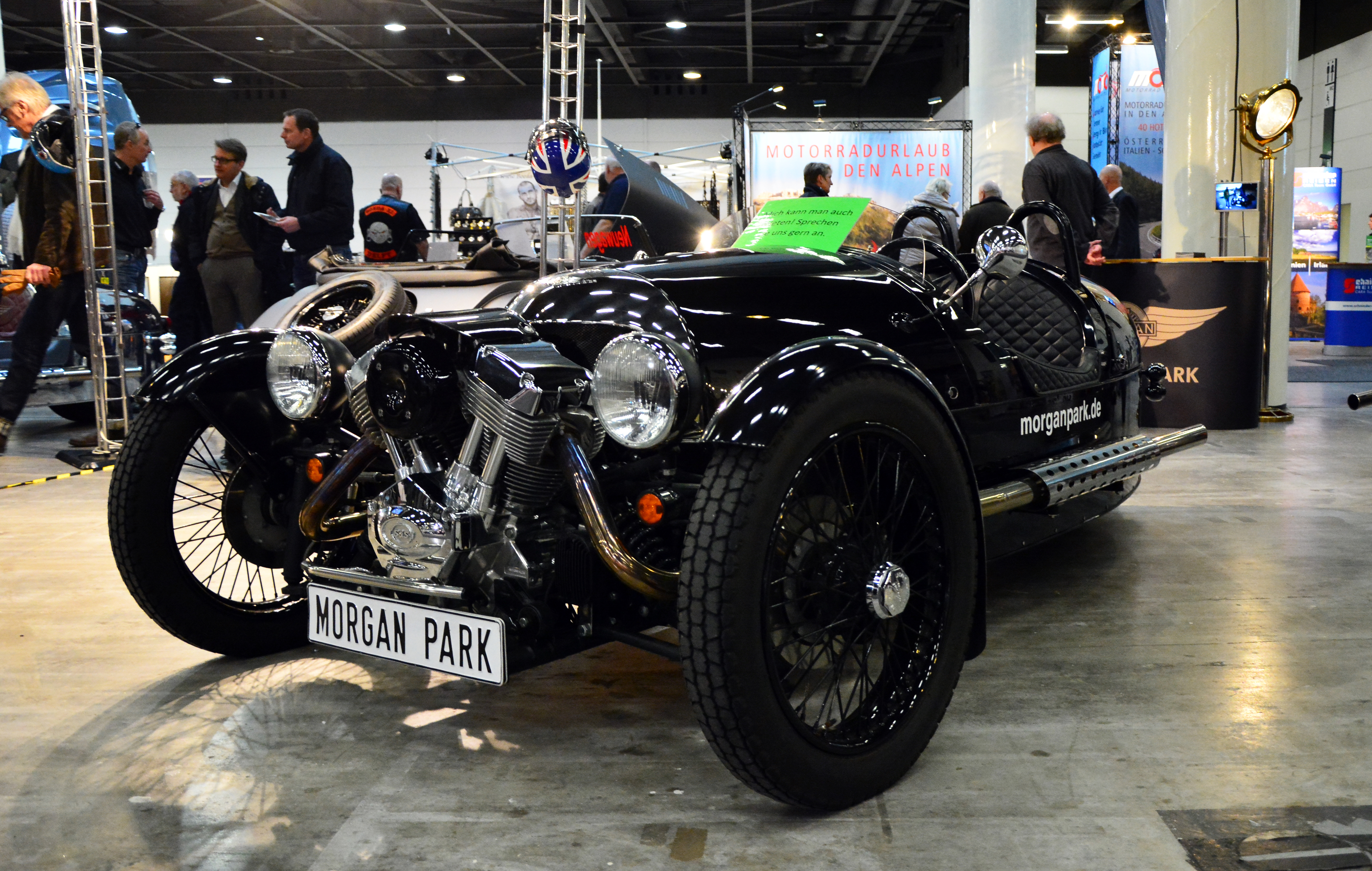
Une Morgan 3-Wheeler propulsée par un V-twin S&S.

Une voiture à moteur de moto est une voiture petite ou légère dont le moteur a été remplacé par un moteur conçu pour une moto. L'avantage pour les constructeurs automobiles, est que les petits moteurs de voiture à haut état de mise au point sont relativement rares alors que les gros moteurs de moto sont souvent conçus pour produire des résultats spécifiques[pas clair]. Les inconvénients de l'utilisation de moteurs de motos dans des voitures est l'absence de marche arrière, le manque de couple à bas régime — caractéristique rendant difficile le stationnement — et la faible durée de vie due à une surutilisation. La plupart de ces voitures utilisent la boîte séquentielle de la moto, permettant un changement de rapport plus rapide que les boîtes de vitesses automobiles traditionnelles.
Les premiers exemples comprennent la Bond Minicar de 1949, qui utilisa un moteur de moto de 122 cm3 Villiers. Plus récemment, les conversions de petites voitures comme la Mini ont émergé, depuis que les kits de conversion sont devenus plus facilement disponibles. Les voitures à moteur de moto sont souvent basées sur le type de kit de voitures Lotus 7, tels que le Westfield Megabusa.
Le 750 Motor Club du Royaume-Uni organise une série de courses de voitures propulsées par des moteurs de motos de route ainsi que des Radical Sportscars, qui a sa propre série, et aux États-Unis, la catégorie Lites 2 de l'IMSA Prototype Lites (anciennement IMSA Lites) se compose de voitures propulsées exclusivement par un moteur d'une Kawasaki ZX-10R. L'une des plus remarquables séries de toutes à l'échelle mondiale est la série Formule BMW monoplace pour les jeunes conducteurs visant la Formule 1.

## Moteurs de motos communément utilisés dans des voitures
- Honda Fireblade
- Honda CBR1100XX
- Kawasaki ZX-12R
- Suzuki GSX-R1000
- Suzuki GSX1300R Hayabusa
- Yamaha YZF-R1

## Liste de voitures de production à moteurs de moto
- AC Petite
- Berkeley T60, T60/4, B65
- BMW 600
- BMW 700
- Bond Minicar
- Fairthorpe
- Frisky
- Heinkel Kabine
- Honda Z (1970)
- Invacar
- Isetta
- Morgan three-wheeler
- Opperman
- Peel P50
- Peel Trident
- Piaggio Ape
- Scootacar
- Tourette
- Triking
- Velorex Oskar

## Voitures à moteurs de moto non en production
- Suzuki GSX-R/4
- Westfield Megabusa
- Westfield XTR2
- Caterham 7